# Ann Eliza Bleecker

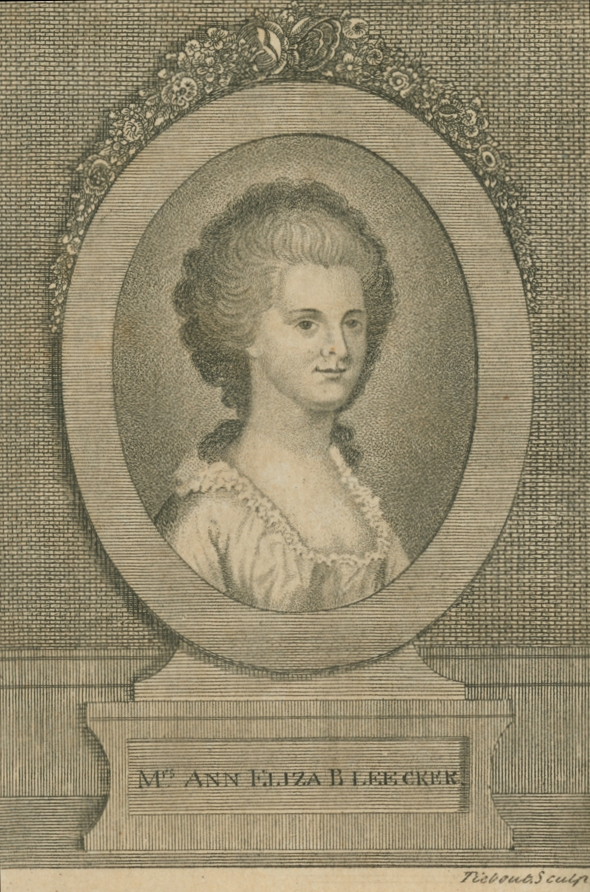
Gravur auf der Frontispiz der posthum von Bleeckers Tochter Margaretta V. Fuageres herausgegebenen Werksammlung, 1793.

Ann Eliza Bleecker, geborene Ann Eliza Schuyler (* Oktober 1752 in Albany, New York; † 23. November 1783 ebenda) war eine US-amerikanische Autorin, Dichterin und Korrespondentin. Bleecker wuchs in New York auf und heiratete 1769 John James Bleecker, einen Anwalt aus New Rochelle. Er förderte ihre schriftstellerische Tätigkeit und half ihr bei der Herausgabe einer Zeitschrift mit ihren Werken. Während der amerikanischen Revolution schloss sich John der New Yorker Miliz an, während Ann mit ihren beiden Töchtern floh. Sie schrieb weiter und kehrte mit dem Rest der Familie nach der Kapitulation von Burgoyne nach Troy zurück.
Bleeckers Dichtung beschäftigte sich mit dem Leben an der Front der Revolution und ihr Roman The History of Maria Kittle wurde eine bekannte captivity narration und stilbildend für spätere „Indianergefangenschaftsromane“, die sich nach ihrem Tod großer Beliebtheit erfreuten.

## Leben
Ann Eliza Schuyler wurde als sechstes Kind von Margareta Van Wyck (1722–1777) und Brandt Schuyler (ca. 1716–1752), erfolgreichen Kaufleuten und Mitgliedern des amerikanischen niederländischen Adels. Nach langer Krankheit starb Ann Schuylers Vater kurz vor ihrer Geburt im Jahr 1752. Als Kind war Ann Schuyler für ihre frühreife Schreibfähigkeit bekannt und wurde oft gebeten, ihre Gedichte vorzutragen, die von sentimental oder humorvoll bis zu anspruchsvoll oder satirisch reichten. Auf Wunsch von Freunden verfasste sie oft Stegreifgedichte. Anns Mutter heiratete 1760 erneut; sie und ihr neuer Mann Anthony TenEyck (1712–1775) hatten eine weitere Tochter, Susanna TenEyck. Die TenEycks gehörten ebenfalls zur holländischen Elite, so dass Ann Schuyler eine sichere und glücklichere Kindheit gehabt haben dürfte.
Am 29. März 1769 heiratete Ann Schuyler den Anwalt John James Bleecker (1745–95). Das Paar zog kurz nach der Heirat nach Poughkeepsie. John gab die Anwaltspraxis auf und widmete sich der Landwirtschaft, als sie 1771 auf sein Landgut in Tomhannock, Teil von Pittstown  knapp 30 km nördlich von Albany, in der von holländischen Familien besiedelten Gegend südlich von Schaghticoke zogen. The Bleecker home reflected their wealth by its furnishings and its setting […] From the beautiful gardens flourishing with beauty, to the young orchard bounded by a thick forest […] to the west, vast cultivated fields and the roaring river of Tomhhanock. Bleecker betrachtete ihr Haus als „Rückzugsort“, und die meisten ihrer romantischen Gedichte entstanden in den ersten fünf Jahren ihres Lebens in Tomhhanock. Sie korrespondierte mit Freunden und Verwandten und schrieb über ihre Einsamkeit und die Schönheit ihrer Umgebung.
Cast your eyes beyond this meadow,

Painted by a hand divine,

And observe the ample shadow

of that solemn ridge of pine.
Ann Eliza Bleeker, An Evening Prospect (Auszug)
Ihr Ehemann förderte ihre schriftstellerische Tätigkeit, die er als „her genius“ bezeichnete. Im Winter 1779 gab Bleecker eine Zeitschrift namens Albany Gazette heraus. Die Gazette bestand ausschließlich aus ihren politischen Essays, Gedichten und Kurzgeschichten, die sie zu dem alleinigen Zweck verfasste, Freunde und Verwandte zu unterhalten und ihnen Neuigkeiten mitzuteilen.
In dieser Zeit bekam das Paar zwei Töchter,  Margaretha (* 1771) und Abeltje (Abella, * 1776). Am 11. November 1775 wurde John Bleecker als einer von mehreren Abgeordneten aus der Grafschaft Albany in den Provinzkongress berufen.

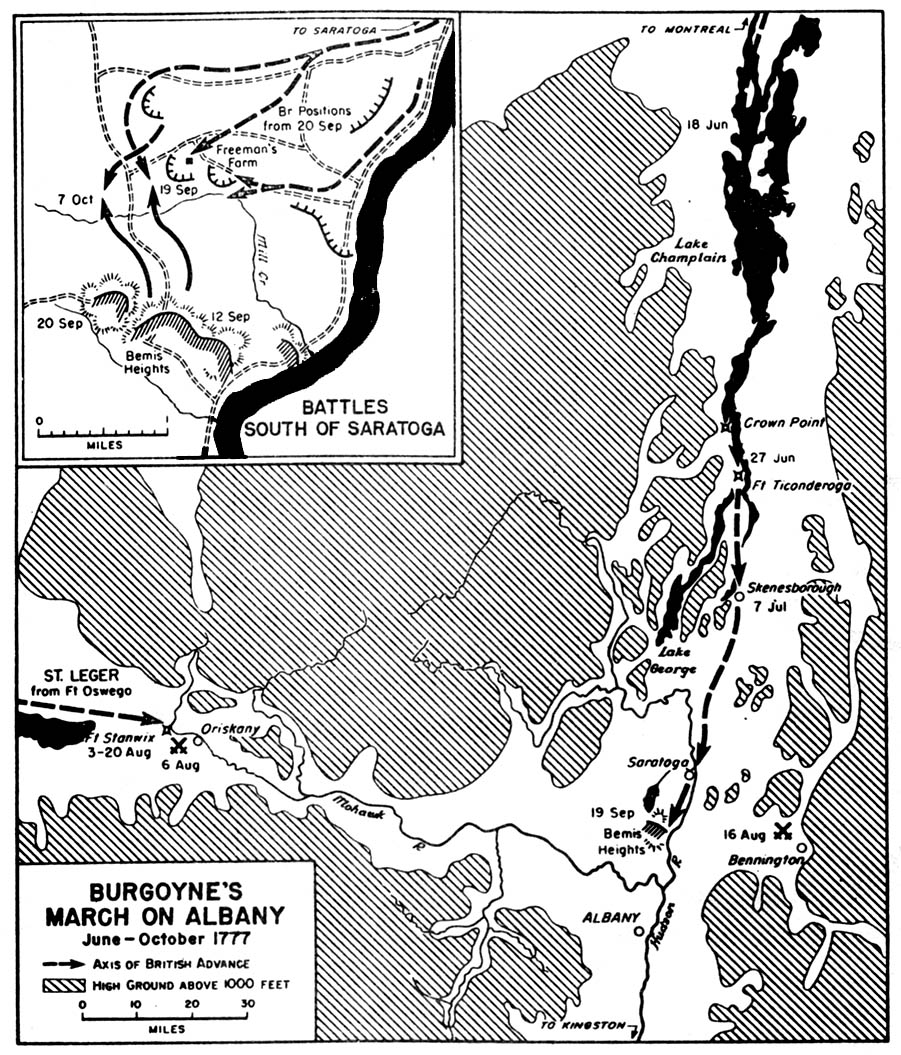
Karte des Saratoga-Feldzugs der Briten; Tomhannock liegt im Aufmarschweg nach Süden auf halber Strecke zwischen Saratoga und Albany.

Im Jahr 1777 wurde das beschauliche Leben der Bleeckers durch den Amerikanischen Revolutionskrieg unterbrochen. Britische Truppen unter dem Kommando von General John Burgoyne drangen von Kanada aus in Tomhannock ein (als Teil von Burgoynes Saratoga-Feldzug zur Eroberung des Hudson River). John Bleecker schloss sich daraufhin der New Yorker Miliz an und Ann Bleecker floh in den Süden.
Ann Bleecker war gezwungen, mit ihren beiden Töchtern, dem Kleinkind Abella und der 6-jährigen Margaretta, zu Fuß nach Albany zu fliehen. Unterwegs starb Abella an Ruhr. Zusammen mit ihrer Mutter und ihrer Schwester Caty Swits (1743–1777)  setzte Ann Bleecker ihre Reise nach Red Hook fort, doch ihre Mutter starb auf dem Weg dorthin.
Bleecker verarbeitete ihre Gefühle über den Tod ihrer Töchter auch in einem Gedicht:
At length her languid eyes clos'd from the day,

The idol of my soul was torn away;

Her spirit fled and left me ghastly clay!

Then — then my soul rejected all relief,

Comfort I wish'd not for, I lov'd my grief:

Hear, my Abella! cried I, hear me mourn.
Ann Eliza Bleeker, Written in the retreat from Burgoyne (Auszug)
Nach der Kapitulation von Burgoyne am 17. Oktober 1777 kehrten Ann Bleecker, ihre Tochter und ihre Schwester (alles, was von der Familie übrig geblieben war) sowie möglicherweise ein Sklavenkind nach Tomhannock zurück. Leider starb Caty Swits (1743–77) auf der Rückreise und Bleecker war am Boden zerstört über den Verlust von drei Generationen von Frauen in ihrer Familie.
Ihr Mann diente weiterhin in der Miliz. 1779 war Ann Bleecker gezwungen, mit ihrer überlebenden Tochter erneut nach Albany zu fliehen (es ist unklar, ob aufgrund der Aktivitäten der britischen Truppen, der amerikanischen Ureinwohner oder aus einem anderen Grund). Doch ein weiteres Trauma sollte noch folgen. Als sie 1781 erfuhr, dass ihr Mann von loyalistischen Truppen oder möglicherweise von einer Bande umherziehender britischer Soldaten gefangen genommen worden war, erlitt sie eine Fehlgeburt und einen Nervenzusammenbruch. Von all diesen traumatischen Ereignissen erholte sich Ann Bleecker nie mehr vollständig. Ihre Tochter Margaretta beschrieb später, wie Bleecker zu Depressionen neigte und sich in ihren Schriften melancholisch zeigte: „[…] she was frequently very lively, and would then give way to the flights of her fertile fancy, and write songs, satires, and burlesque but – the heaviest dejection would succeed, and then all the pieces which were not as melancholy as herself, she destroyed.“
Ann Eliza Bleecker starb am 23. November 1783. Sie ist auf dem Friedhof der reformierten holländischen Kirche in Albany begraben (obwohl alle dort begrabenen Leichen Anfang des zwanzigsten Jahrhunderts auf den Albany Rural Cemetery überführt wurden).

## Literarisches Werk

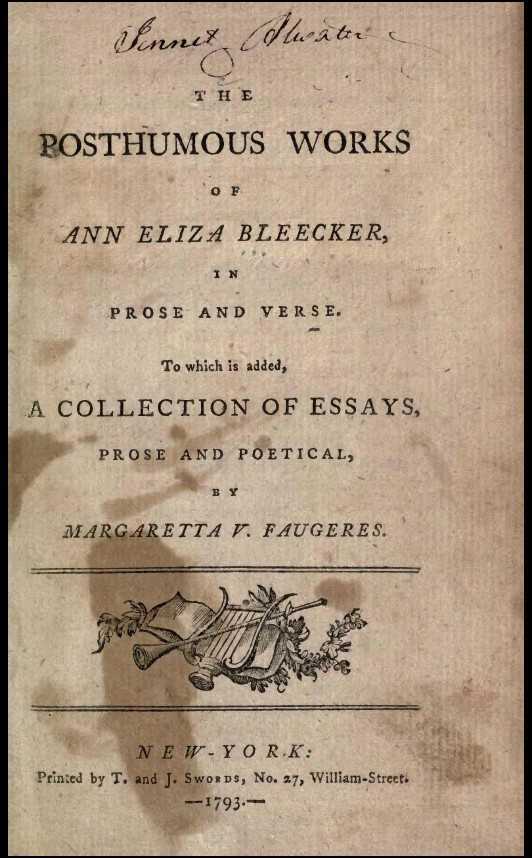
Titelseite von The Posthumous Works of Ann Eliza Bleecker, 1793.

Bleecker schrieb nicht für die Nachwelt; sie verfasste Briefe an ihre Freunde und Verwandten, die Gedichte und Kurzgeschichten enthielten. 1793 wurde ein großer Teil von Bleeckers Werk, das 1790 und 1791 im The New-York Magazine erschienen war, von ihrer Tochter Margaretta Faugères veröffentlicht. Sie gab die Schriften ihrer Mutter heraus und fügte einige ihrer eigenen Gedichte und Essays zu einer Sammlung mit dem Titel The Posthumous Works of Ann Eliza Bleecker hinzu; sie enthielt sechsunddreißig Gedichte, dreiundzwanzig Briefe, einen unvollendeten historischen Kurzroman, The History of Henry and Ann, und The History of Maria Kittle, eine Gefangenschaftserzählung, die während des Siebenjährigen Kriegs spielt. Aufgrund ihrer Beliebtheit wurde The History of Maria Kittle 1797 separat neu aufgelegt.
Bleeckers Briefroman The History of Maria Kittle führte das Genre der indianischen Gefangenschaftsgeschichten in eine neue Richtung, da es sich dabei möglicherweise um die erste amerikanische fiktionale Erzählung handelte, in der die amerikanischen Ureinwohner im Mittelpunkt standen. Im späten 18. Jahrhundert wurden indianische Gefangenschaftsgeschichten dann sehr populär. Maria Kittle weist viele Merkmale auf, die typisch für die Geschichte der indianischen Gefangenschaft sind: Es gibt viele anschauliche Gewaltszenen, die Indianer werden als schreckliche Wilde beschrieben, die Babys und Frauen grausam töten, und es wird die Geschichte von Marias Reise als Gefangene erzählt. Aber am Ende der Geschichte wird Maria gerettet, und die wirklichen Emotionen kommen zum Vorschein, als drei Frauen in der Geschichte unter Tränen ihre Geschichten über den Verlust ihrer Mütter anderen erzählen. Diese Geschichte hat viele Parallelen zu Bleeckers eigenen Erfahrungen mit dem Tod ihrer eigenen Tochter auf der Flucht vor der britischen Armee. Bleecker hoffte, mit ihrer Verlustgeschichte Frauen bei der Bewältigung ihrer Tragödien zu helfen. Doch diese Geschichten trugen auch dazu bei, den Rassismus gegenüber den amerikanischen Ureinwohnern zu fördern.
Bleeckers didaktischer Impetus und ihr Schreibstil waren für die damalige Zeit aufregend. Ihre Ausdrucksweise war vom „britischen Sensibilitätskult des 18. Jahrhunderts“ beeinflusst, und sie schrieb auf manierierte und oft übertriebene Weise, um ihre moralische Botschaft zu platzieren. Sie strukturierte die Geschichte als eine Reihe von Briefen an ihre Halbschwester Susan Ten Eyck, in denen sie die Erzählung unterbrach, um die Handlung zu kommentieren und Susan direkt anzusprechen.
Bleeckers Gedichte waren ein Beispiel für einen neuen Stil amerikanischer Poesie und, aufgrund ihrer Erfahrungen mit den Wirren der amerikanischen Revolution, für ein neues Gefühl nationaler Identität. Die Gedichte vermittelten sowohl die Schönheit der kolonialen Landschaft New Yorks als auch die schrecklichen Auswirkungen des Krieges, des Leids, des Todes und der Zerstörung. Da Bleecker aus der interessanten Perspektive einer verängstigten jungen Mutter schrieb, werden ihre anschaulichen Schilderungen des Revolutionskriegs noch heute von Historikern rezipiert.